# Xanthorhoe syriacata
Xanthorhoe syriacata là một loài bướm đêm trong họ Geometridae.